# Thương vụ Gadsden
Thương vụ Gadsden (ở Mexico có tên theo tiếng Tây Ban Nha: Venta de La Mesilla, "Thương vụ La Mesilla") là một vụ mua bán 29.670 dặm vuông (76.800 km²) khu vực ngày nay là miền nam Arizona và tây nam New Mexico, qua đó Hoa Kỳ đã mua thông qua một hiệp ước được ký kết vào ngày 30 tháng 12 năm 1853, bởi James Gadsden, đại sứ Hoa Kỳ tại México vào thời điểm đó. Thượng viện Mỹ đã bỏ phiếu ủng hộ việc phê chuẩn nó với các tu chính án ngày 25 tháng 4 năm 1854, và sau đó chuyển nó cho vị Tổng thống thứ 14 Franklin Pierce. Chính phủ Mexico và Quốc hội México (Quốc hội Liên minh) đã có hành động phê chuẩn cuối cùng vào ngày 8 tháng 6 năm 1854. Việc mua là vụ mua lại lãnh thổ liền kế Hoa Kỳ đáng kể cuối cùng. Hoa Kỳ đã nhận thấy khu vực đất này như một tuyến đường tốt hơn để xây dựng tuyến đường sắt xuyên lục địa phía nam, và chính phủ tài chính của Antonio López de Santa Anna đã đồng ý bán, thu về 10 triệu đô la México (tương đương 270 triệu đô la trong năm 2017). Sau sự mất mát lớn của lãnh thổ México về tay Hoa Kỳ trong cuộc chiến tranh México-Mỹ (1846–48) và việc các công dân Mỹ tiếp tục gây hấn, Santa Anna có thể đã tính toán tốt hơn là nhượng bán lãnh thổ theo hiệp ước và nhận khoản tiền thanh toán thay vì lãnh thổ đơn giản bị Hoa Kỳ chiếm đoạt.
Khu vực đất mua bán bao gồm các vùng đất phía nam sông Gila và phía tây Rio Grande mà Hoa Kỳ đã mua để có thể xây dựng một tuyến đường sắt xuyên lục địa dọc theo tuyến đường phía nam sâu, tuyến đường sắt Nam Thái Bình Dương sau đó hoàn thành vào năm 1881/1883. Vụ mua cũng nhằm giải quyết các vấn đề biên giới nổi bật giữa Mỹ và México theo Hiệp ước Guadalupe Hidalgo, kết thúc Chiến tranh Hoa Kỳ-México trước đó từ năm 1846-1848.

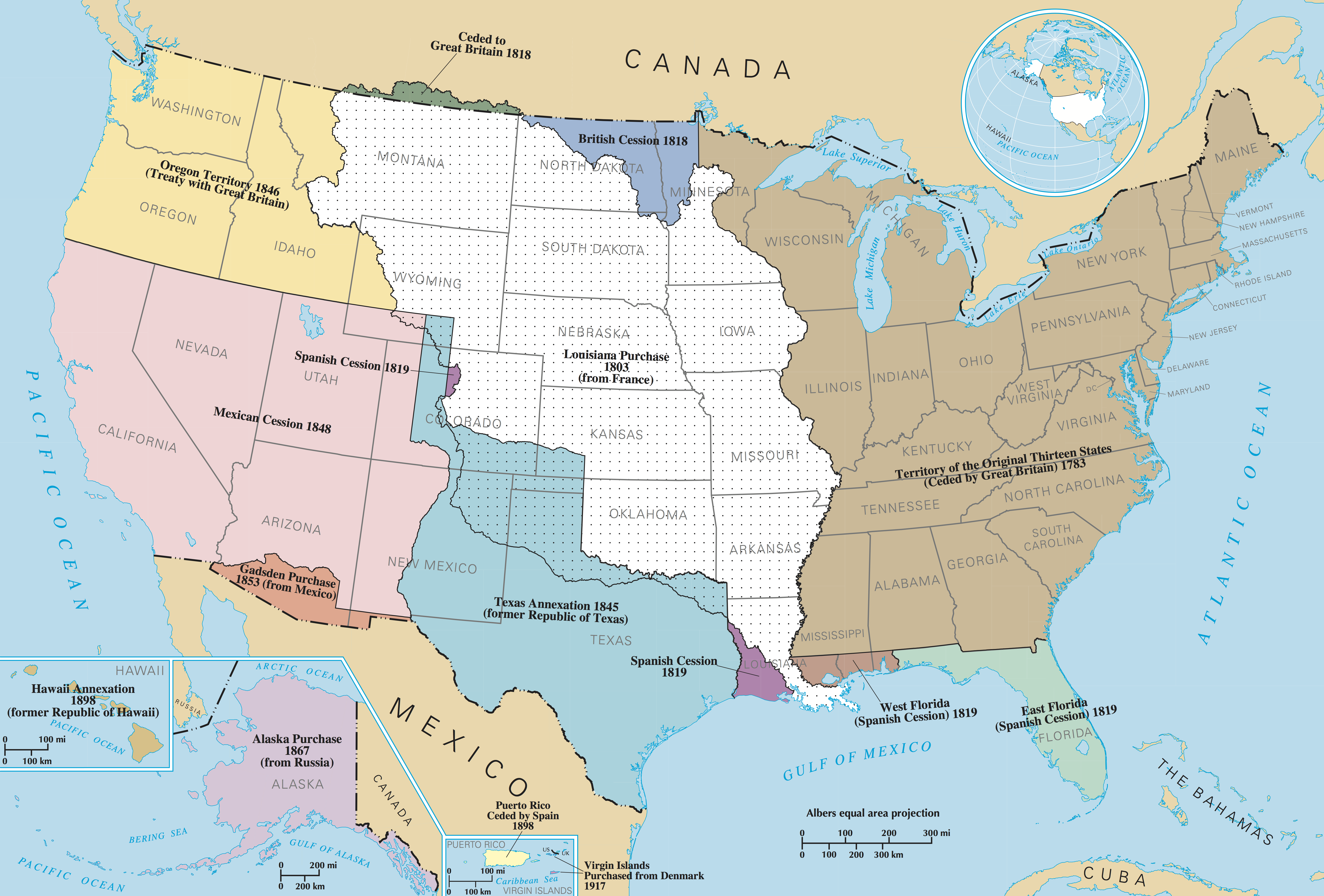
Mở rộng lãnh thổ của Hoa Kỳ, lãnh thổ mua trong thương vụ Gadsden được hiển thị bằng màu đỏ cam